# Microsuperman
Microsuperman (ミクロイドS?, Mikuroido Esu) è il titolo italiano di un anime giapponese di genere fantasy prodotto nel 1973 dalla Toei Animation, in collaborazione con NET. La serie, basata sul manga Mikroid Z di Osamu Tezuka, pubblicato da Shonen Champion, si compone di 26 episodi prodotti col titolo di "Mikroid S" anziché "Mikroid Z" per via della sponsorizzazione da parte della Seiko. Venne trasmesso in Giappone, la prima volta dal 7 aprile al 6 ottobre 1973.

## Trama
Tre esseri umani, Yamar, Agea e Mamezo (Yanma, Ageha e Mamezō in originale), rimpiccioliti a dimensioni di un insetto ma con straordinari poteri, si trovano a dover difendere l'umanità dalla minaccia dei Gidoroni (Gidoron in originale), una razza di insetti senzienti che, a causa di una contaminazione radioattiva, hanno sviluppato un'organizzazione e una tecnologia tali da permettere loro di minacciare l'intera umanità. Le uniche persone che credono alla loro storia sono il dott. Midoro e suo figlio Manabu, che li aiuteranno con ogni mezzo a disposizione.

## Doppiaggio
Il doppiaggio per l'edizione italiana della serie è stato eseguito a Roma dallo studio Calpini - CVS Elettronica Calpini - con Pietro Liberatori a dirigere il doppiaggio.
| Personaggio   | Voce originale | Voce italiana  |
| ------------- | -------------- | -------------- |
| Yanma         | Makio Inoue    | Rino Bolognesi |
| Ageha         | Hiroko Suzuki  | Mariù Safier   |
| Mamezō        | Machiko Soga   | Stefano Onofri |
| Dottor Midoro | Taimei Suzuki  | Luciano Alto   |
| Manabu Midoro | Hachiko Nozawa | Stefano Onofri |

## Sigle
Sigle originali
- Microid S di Misawa Go
- Yanma, Ageha, and Mamezo di Misawa Go

Sigla italiana
- Microsuperman, testi di Gianfranco Balvetti, musica di Nico Fidenco e Gianfranco Balvetti, cantata da Nico Fidenco, Guendalina Colarossi e il coro dei Piccoli cantori di Torre Spaccata. La sigla è stata pubblicata nel dicembre 1982 dalla Fonit Cetra col 45 giri Microsuperman/Hela Supergirl.

## Episodi
| Nº | Titolo italiano Giapponese 「Kanji」 - Rōmaji                                                         | In onda           | In onda |
| Nº | Titolo italiano Giapponese 「Kanji」 - Rōmaji                                                         | Giapponese        |         |
| 1  | La guerra dei Microsupermen 「友よ!自由を…」 - Tomoyo! Jiyū o...                                      | 7 aprile 1973     |         |
| 2  | Una sfida dalle profondità sotterranee 「地底からの挑戦」 - Chitei kara no chōsen                     | 14 aprile 1973    |         |
| 3  | Canzone di morte 「ギロルの歌は悲しみの歌」 - Giroru no uta wa kanashiminōta                          | 21 aprile 1973    |         |
| 4  | Salute a te, guerriero invincibile 「眠れ!愛の戦士よ」 - Nemure! Ai no senshi yo                      | 28 aprile 1973    |         |
| 5  | Attacco alla città 「忍びよるクレオ・崩れる街」 - Shinobi yoru Kureo kuzureru machi                   | 5 maggio 1973     |         |
| 6  | Il ragno danza nell’oscurità 「闇に踊る毒グモ」 - Yami ni odoru doku gumo                             | 12 maggio 1973    |         |
| 7  | Il terrore della libellula invisibile 「燃えるカゲロウの秘密」 - Moeru kagerō no himitsu              | 19 maggio 1973    |         |
| 8  | Oruga, affascinante killer 「美しき乙女・光と闇の戦い」 - Utsukushiki otome hikari to yami no tatakai | 26 maggio 1973    |         |
| 9  | Caccia a Zamiro 「あやつりゼミール決死のマメゾウ」 - Ayatsuri zemīru kesshi no mamezō                 | 2 giugno 1973     |         |
| 10 | Giorni memorabili 「ドグラーの幻に狂う」 - Dogurā no maboroshi ni kurū                                | 9 giugno 1973     |         |
| 11 | La metamorfosi di Bun 「輝くブンあかつきの変身」 - Kagayaku bun akatsuki no henshin                   | 16 giugno 1973    |         |
| 12 | Fuga sul lago 「湖上の脱走」 - Kojō no dassō                                                          | 23 giugno 1973    |         |
| 13 | Chi è impazzito? 「狂ったのはだれだ」 - Kurutta no wa dareda                                          | 30 giugno 1973    |         |
| 14 | L’ultimo montanaro 「最後の山男ロゴと闘う」 - Saigo no yamaotoko rogo to tatakau                      | 7 luglio 1973     |         |
| 15 | A caccia di ricordi 「思い出求めるヤンマの旅」 - Omoide motomeru yanma no tabi                        | 14 luglio 1973    |         |
| 16 | Dracula Noracula 「ああ恩師ノラキュラ先生」 - Ā onshi norakyura sensei                                | 21 luglio 1973    |         |
| 17 | Il mostro medusa 「ロボットクラゲ黒潮に泳ぐ」 - Robottokurage kuroshio ni oyogu                       | 28 luglio 1973    |         |
| 18 | Mamezo va a scuola 「マメゾウは新入生」 - Mamezō wa shin'nyūsei                                       | 4 agosto 1973     |         |
| 19 | Bolle d’aria 「恐怖!パブロの泡」 - Kyōfu! Pa buro no awa                                              | 11 agosto 1973    |         |
| 20 | Addio, bella Maimai! 「さらば妖精マイマイ」 - Saraba yōsei maimai                                     | 18 agosto 1973    |         |
| 21 | Biriko 「がんばるビリ子」 - Ganbaru Biri-ko                                                           | 25 agosto 1973    |         |
| 22 | Biga e gli adorabili mostri 「ビガーと愛すべき怪物たち」 - Bigā to aisubeki kaibutsu-tachi            | 8 settembre 1973  |         |
| 23 | La spedizione di Mamezo 「マメゾウ鬼退治」 - Mamezō oni taiji                                         | 15 settembre 1973 |         |
| 24 | Amicizia bruciata 「友情は火ともえて」 - Yūjō wa hi to moete                                          | 22 settembre 1973 |         |
| 25 | Gli uomini sono più crudeli? 「ミクロへの道滅びの道」 - Mikuro e no michi horobi no michi             | 29 settembre 1973 |         |
| 26 | Gidoron contro l’uomo 「ギドロン対われら人間」 - Gidoron tai ware-ra ningen                           | 6 ottobre 1973    |         |

## Edizione estere
Microsuperman è stato trasmesso in Italia a partire dal 1982, prima su Italia 1 e poi da varie emittenti locali.